# Aruwimi
L'Aruwimi è un fiume dell'Africa centrale (Repubblica Democratica del Congo), importante affluente di destra del Congo.
L'Aruwimi ha origine dalla confluenza dei suoi due rami sorgentizi Ituri e Nepoko, che attingono entrambi ai rilievi che chiudono ad est il grande bacino del Congo. Sfocia da destra nel Congo presso la città di Basoko. La lunghezza dell'Aruwimi è 380 chilometri, che salgono a 1.030 considerando anche i 650 km dell'Ituri.